# Analog signalbehandling

Andra ordningens aktivt lågpassfilter.

Analog signalbehandling (ASP, efter engelskans analog signal processing) är signalbehandling av analoga signaler som sker med analoga medel.
Med "analog" menas något som matematiskt representeras av en serie kontinuerliga värden. Detta skiljer sig från "digital" som använder sig av en serie diskreta variabler för att representera en signal. Analoga värden används typiskt för spänning, elektrisk strömstyrka, eller elektrisk laddning i anslutning till komponenter i elektroniska apparater. 
Exempel på analog signalbehandling inkluderar frekvensfilter i högtalare, "bas"-, "diskant-" och "volym"-kontroller på stereoapparater, och färgmättnadskontroller på TV-apparater. Vanliga analoga enheter inkluderar kapacitanser, motstånd, induktanser och transistorer.